# Bap-Tizum
Bap-Tizum ist ein Jazzalbum des Art Ensemble of Chicago. Die auf dem Otis Spann Memorial Field am 9. September 1972 im Rahmen des Ann Arbor Blues and Jazz Festival entstandenen Aufnahmen erschienen 1973 auf Atlantic Records.

## Hintergrund
Nach ihren Aufnahmen für das französische Label America, bei denen die drei LPs Certain Blacks, Art Ensemble of Chicago with Fontella Bass und Phase One aufgenommen worden waren und der Rückkehr in die USA, erhielt das Art Ensemble Gelegenheit, für das Major-Label Atlantic Records aufzunehmen. Das Album Bap-Tizum stellte somit den – wenn auch nur kurz währenden – Durchbruch des Art Ensembles of Chicago auf einem großen US-Plattenlabel dar, notierte Richard S. Ginell. Gleichzeitig war dies ein Dokument des ersten Auftritts dieser musikalisch freizügigen Band auf einem amerikanischen Festival. Im September 1973 spielten die Musiker des Art Ensemble, Lester Bowie, Joseph Jarman, Roscoe Mitchell, Malachi Favors und Don Moye, in Chicago (gemeinsam mit Gast Muhal Richard Abrams) für Atlantic das Studioalbum Fanfare for the Warriors ein, das 1974 erschien. Darauf folgte eine Pause von fünf Jahren, bis die Band 1978 für Nice Guys wieder ins Studio ging.

## Titelliste
- Art Ensemble of Chicago: Bap-Tizum (Atlantic DS 1639)[2]

A1 Introduction by John Sinclair 0:35

A2 Nfamoudou – BouDouGou (Don Moye) 4:18

A3 Immm (Malachi Favors) 5:20

A4 Unanka (Roscoe Mitchell) 11:23
B1 Oouffnoon (Roscoe Mitchell) 3:35

B2 Ohnedaruth (Joseph Jarman) 14:56

B3 Odwalla (Roscoe Mitchell) 5:00

## Rezeption
Richard S. Ginell verlieh dem Album in Allmusic vier Sterne und schrieb, während der Aktivist John Sinclair die Einführung zu dem Auftritt machte, habe „Politik in der Luft“ gelegen; das Publikum war jung und neigte zu radikalen Ideen, und das Art Ensemble habe nichts zurückgehalten in einer chaotischen, mäandrierenden, verärgernden, empörenden – und daher immer faszinierenden – Aufführung. Die Band scheine sich in der ersten Hälfte des Konzerts kollektiv zu räuspern und beginne mit einem kraftvollen Auftakt, der ausschließlich aus Perkussion besteht. Roscoe Mitchell und Malachi Favours würden dann in einem gestaffelten, hupenden Tenorsaxophon/Bass-Duett bei „Unanka“ ausführlich an die Sache herangehen, und Mitchell lege bei „Oouffnoon“ einen Gang in kreischendem Spiel zu. Nach einem spöttischen Intro von Lester Bowie würde das 15-minütige „Ohnedaruth“ schließlich das Art Ensemble in vollem Umfang präsentieren, äußerst farbenfroh, klagend und in freier Form (komplett mit ein paar stimmlichen Obszönitäten), bevor es mit dem „relativ“ geradeaus gespielten „Odwalla“ abschließt.
Richard Cook und Brian Morton, die in ihrem Penguin Guide to Jazz dem Album dreieinhalb Sterne verliehen, bezeichnen es gegenüber dem Live-Album von 1972 (erschienen bei Delmark Records) als wesentlich besser, weil es kohärenter und zielgerichteter sei.
Diese Live-Session sei eine der zugänglichsten Aufnahmen des Art Ensemble für den unerfahrenen Zuhörer, beginnend mit einem heftigen Trommelfeuer, schrieb Todd S. Jenkins (The Vinyl Factory). Relativ kurze Kompositionen von Mitchell und Jarman würden ein längeres Jarman/Favors-Duett auf „Unanka“ ergänzen, das ausgedehnte Free-[Jazz]-Fest „Ohnedaruth“ und schließlich ihren angeblichen Titelsong, Mitchells schwungvolles „Odwalla“. Die amerikanische Fruchtsaftmarke Odwalla trug ihren Namen Jenkins zufolge nach diesem Song.